# Менелас, Адам Адамович
Ада́м Ада́мович Менела́с (англ. Adam Menelaws, Э́дам Ме́нелос; 1753 — 31 августа 1831, Санкт-Петербург) — русский архитектор шотландского происхождения, мастер земляных работ и садово-паркового искусства. Представитель классицизма и романтической неоготики.

## Биография
Родился в Шотландии, в Глазго (по иным сведениям в Эдинбурге), в семье строительного подрядчика. В конце 1786 года благодаря объявлению о поиске умелых мастеров, данному уже работавшим в России другим знаменитым шотландцем Чарлзом Камероном и опубликованном в эдинбургской вечерней газете от имени императрицы Екатерины II, Менелас решился приехать в Россию. Вместе с ним прибыли ещё семьдесят три мастера с семьями. В конце 1786 г. он работал в Боровичах на добыче каменного угля. С середины 1785 г. — в Торжке на строительстве Борисоглебского собора помощником Н. А. Львова а также в Черенчицах и Митине (усадьбах семьи Львовых). В 1792 году Менелас женился на шотландке Элизабет Кейв. В 1794—1795 гг. Менелас трудился на возведении собора Св. Иосифа в Могилёве (символическая часть знаменитого Греческого проекта императрицы Екатерины; собор не сохранился), также по проекту Львова. Менелас был другом и членом кружка художников, музыкантов и литераторов Львова и поэта Державина. С 1797 года Менелас преподает сельскую механику и архитектуру в Школе софийского протоиерея Андрея Самборского в Павловске, в 1798 году служит в Школе практического земледелия в Черенчицах, в 1799 г. принят на службу в Училище земляного строения в Тюхилях под Москвой, участвовал в опытах «глинобитного строения» архитектора Львова. В уездном городе Батурине Менелас строил резиденцию графа К. Г. Разумовского.
В 1800 г. Менелас был отправлен в Англию для приглашения новых мастеров и приобретения машин. После кончины Львова в 1803 г. Менелас остался без работы и в 1806 г. был уволен. В 1811—1812 гг. имя Менеласа упоминается в документах Царскосельского ведомства в качестве садового мастера. В 1813 г. граф Разумовский и А. Н. Оленин (президент Императорской Академии Художеств в 1817—1843 гг.) дали Менеласу лестную характеристику, в результате чего он стал членом Строительного комитета Министерства внутренних дел, а также архитектором семьи Строгановых.
С 1814 г. Менелас трудился в Царском Селе в качестве рисовальщика, помощника Ивана Алексеевича Иванова (1779—1848), смотрителя рисовальных классов петербургской Академии художеств, который также с 1798 г. был помощником Львова. Иванов и Менелас занимались обустройством «пейзажного» сада Царского Села и возведением парковых сооружений. В 1831 году архитектор Адам Менелас скончался во время эпидемии холеры и был похоронен в Царском селе.

## Творчество
Менелас работал активно в качестве садового мастера и помощника других архитекторов в Санкт-Петербурге и Царском Селе, в частности помощником И. Буша, К. Росси, П. В. Неелова. Считается, что именно А. Менелас завершил преобразование Царскосельского парка из регулярного в пейзажный, или английский, согласно новой романтической моде. Менелас выстроил в новой, Александровской части Царского Села романтические павильоны: Арсенал (1819—1834), башню Шапель (1825—1828) и Белую башню (1821—1827). Ранее эти памятники причисляли к так называемому псевдоготическому стилю, ныне их атрибутируют, как и другие схожие постройки этого времени, в качестве романтической архитектуры периода александровского классицизма. В них использованы не только неоготические, но и классицистические элементы. Кроме того, их иконографическая программа отражает главные идеи Священного союза России, Австрии и Пруссии, безусловным лидером которого был император Александр I.
Менелас также строил многие другие сооружения в Александровском парке Царского Села: Ламский павильон, Слоновый павильон (не сохранились), Пенсионерские конюшни, Баболовские ворота. Частично сохранились Ферма и оранжереи, Красносельские караулки. Все они связаны с романтическими течениями периода историзма. Наиболее интересны Египетские ворота (1827—1830) — необычное сооружение, программа которого была задана императором Николаем Павловичем как дань памяти старшему брату, императору Александру.
Все сооружения и планировка парка Александрия в Петергофе построены при участии Адама Менеласа: Капелла (по проекту К. Ф. Шинкеля), дворец Коттедж, Руинный мост, фермерский дворец (позднее перестроенный А. И. Штакеншнейдером). Идея возведения Коттеджа в стиле «английской готики» была связана с проведением праздника «Волшебство Белой Розы» в Потсдаме. Рыцарский праздник продолжился в готической атмосфере Коттеджа. Однако его облик и, в особенности, интерьеры отражают не только готику, но и так называемый староанглийский стиль викторианской эпохи в Англии, иначе называемый шотландским баронским стилем, или «стилем коттеджа». Этот эклектичный неостиль сложился в Англии в 1820-х гг. в связи с увлечениями национальной стариной, отчасти под влиянием романтических произведений Вальтера Скотта, и не без влияния буржуазных вкусов бидермайера. Считается также, что во многих проектах Менелас использовал мотивы архитектуры Тюдор-Ренессанса, но дополнял их новыми приемами свободной планировки зданий, садов и парков. В любом случае Адаму Менеласу принадлежит заслуга создания особенного романтического стиля садов и парковых павильонов первой трети XIX века — времени В. А. Жуковского и А. С. Пушкина.

## Постройки
См. также Здания и сооружения, спроектированные Адамом Менеласом

#### В Петергофе
- парк «Александрия»

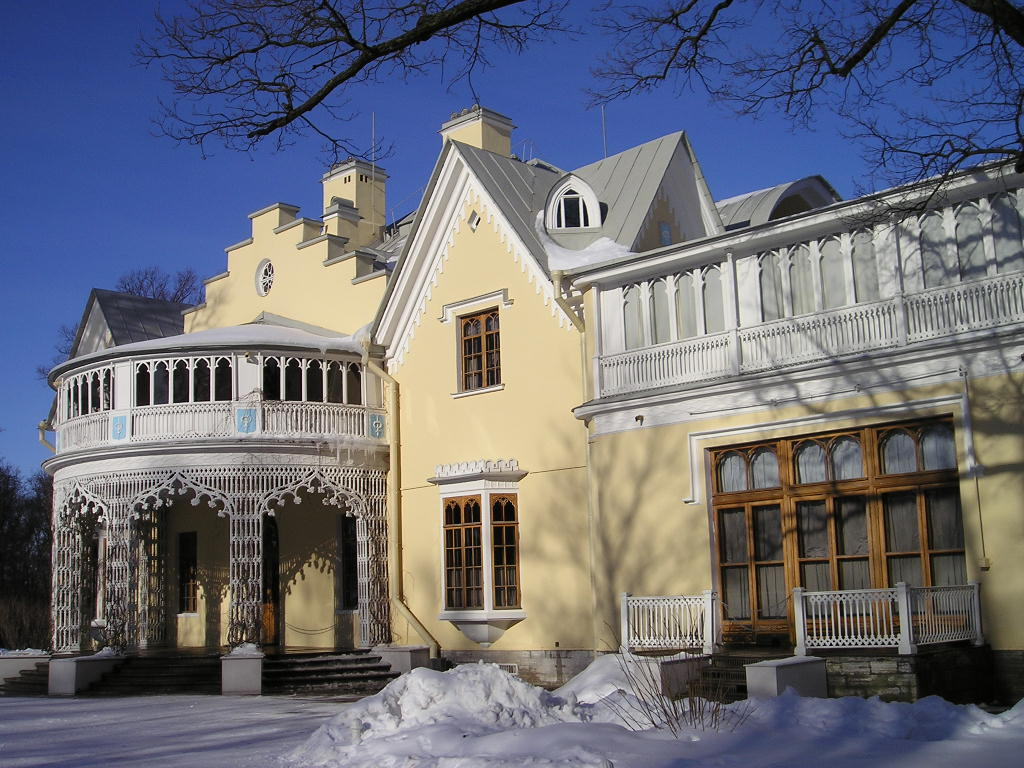
Коттедж (1826—1829)

- дворец «Коттедж» (1826—1829) — летняя резиденция Николая I и его жены Александры Фёдоровны
- Руинный мост (1827—1829)
- Фермерский дворец (1828—1830) — павильон при молочной ферме для великого князя Александра Николаевича, впоследствии перестроенный архитектором А. И. Штакеншнейдером

#### В Царском Селе
- Запасной дворец (1817—1824)
- Египетские ворота (1827—1830)

В Александровском парке:

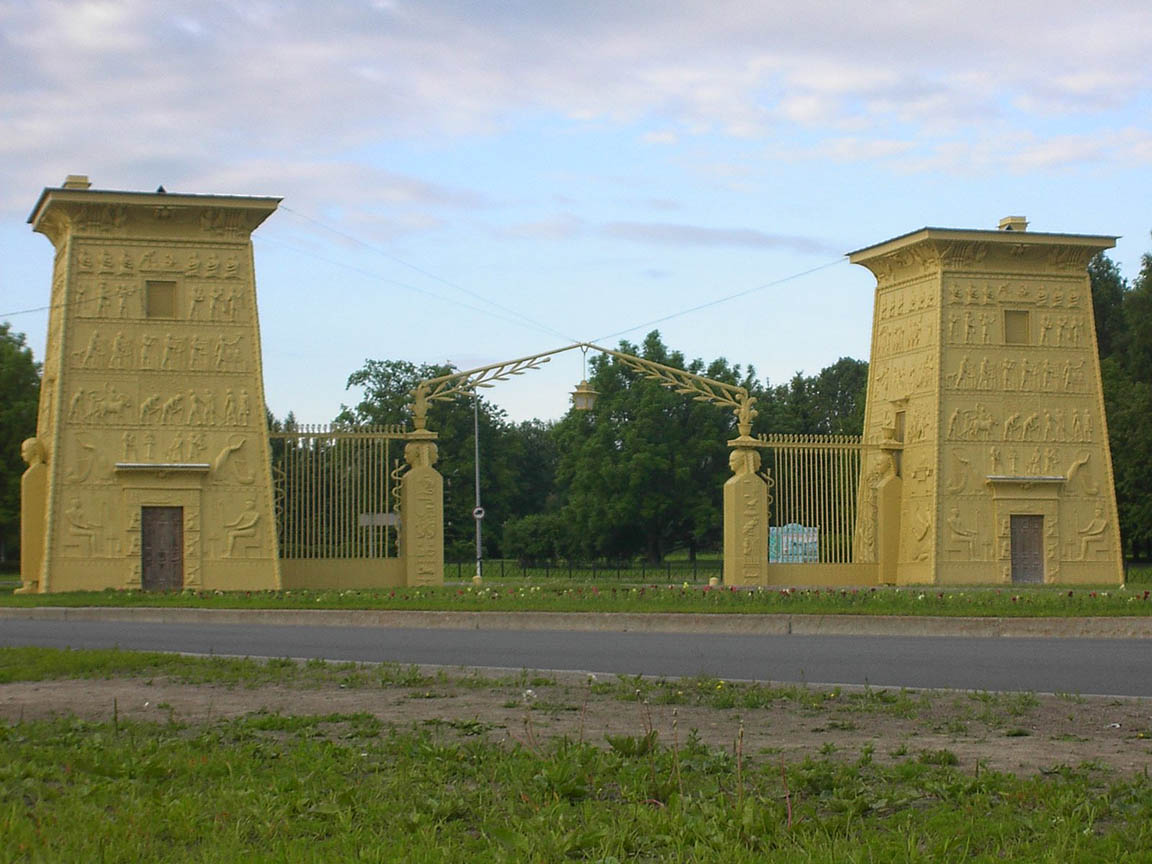
Египетские ворота (1827—1830)

- Арсенал (1819—1834) — здание для хранения оружейной коллекции Николая I
- Грот-родник вблизи Арсенала (1819—1834)
- «Ламский павильон» (1820—1822) — конюшня для лам, присланных из Южной Америки в подарок Александру I[9]
- Белая башня (1821—1827)
- Красносельские ворота (1823—1824)
- Шапель (1825—1828)
- звенья ограды, орнаментальные детали и створы у ворот «Любезным моим сослуживцам».
- Большой каскад (1817)
- «Павильон для слонов» (1828) (не сохранился)
- Грот-родник

В 1818—1820 годах по проекту Менеласа был разбит Фермский парк, на территории которого в 1818—1822 годах был возведен комплекс фермы, состоящий из «павильона высочайшего присутствия», молочни, коровника, сараев для мериносов, дома смотрителя и других строений.

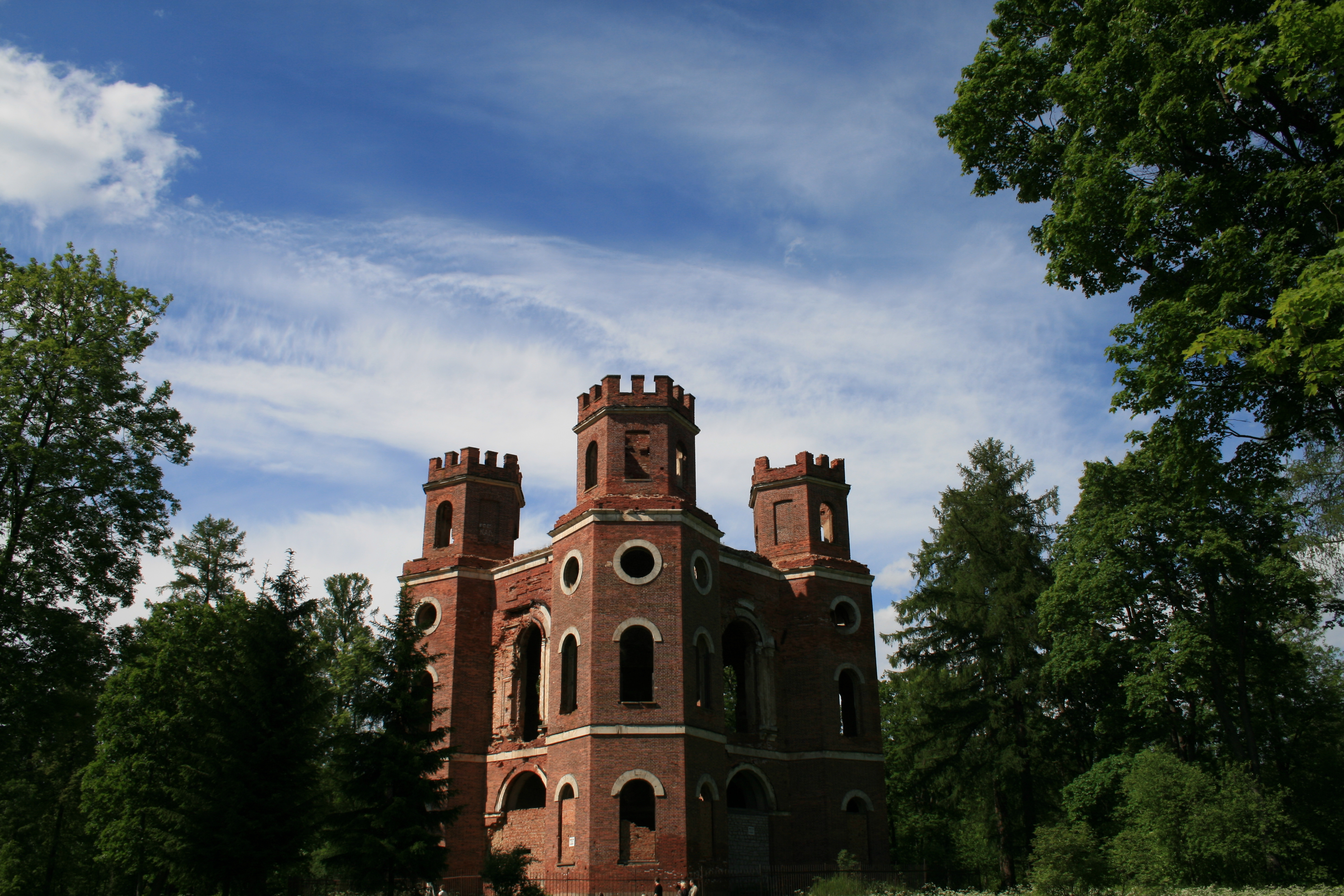
Арсенал
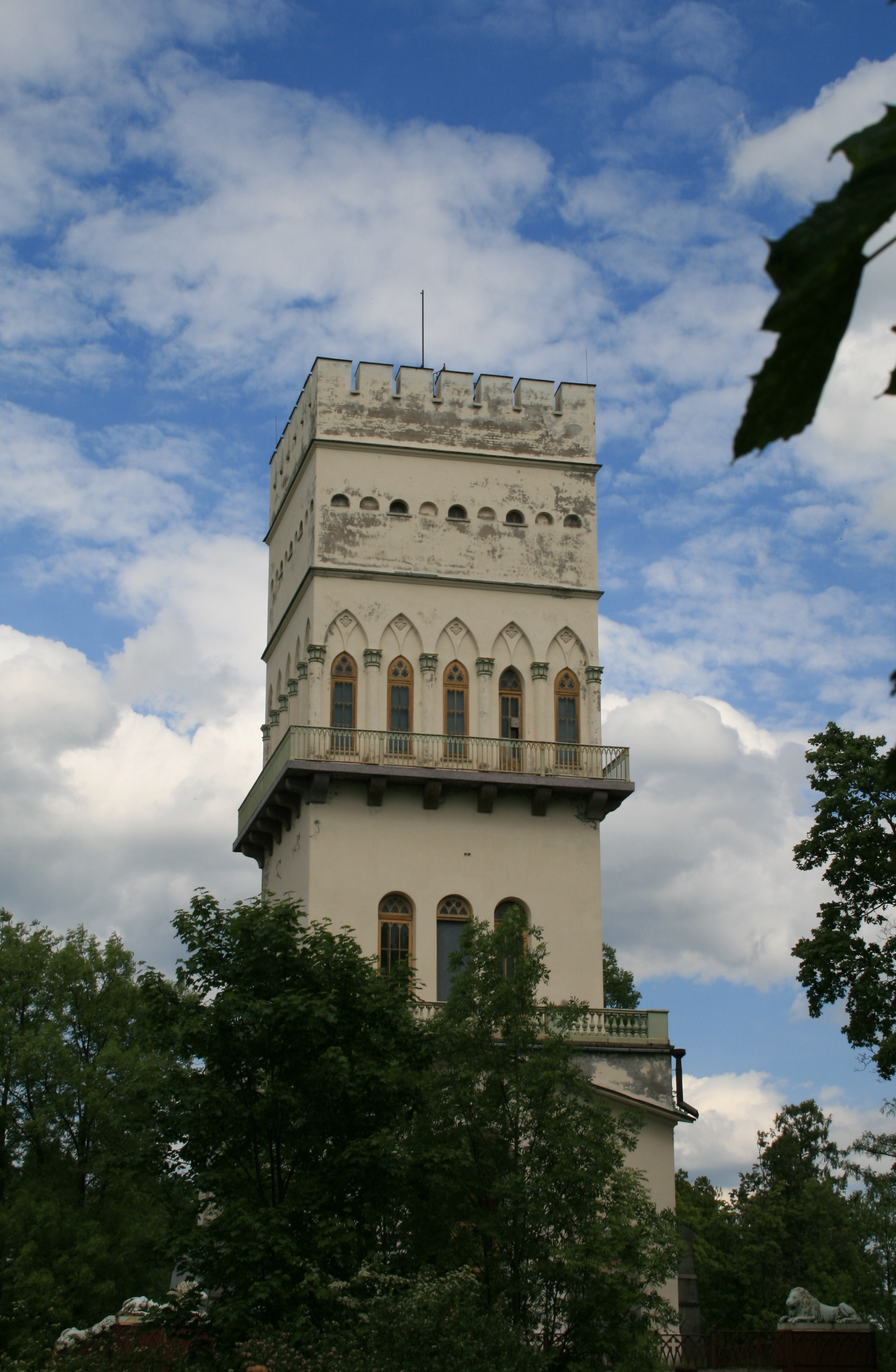
Павильон «Белая башня»
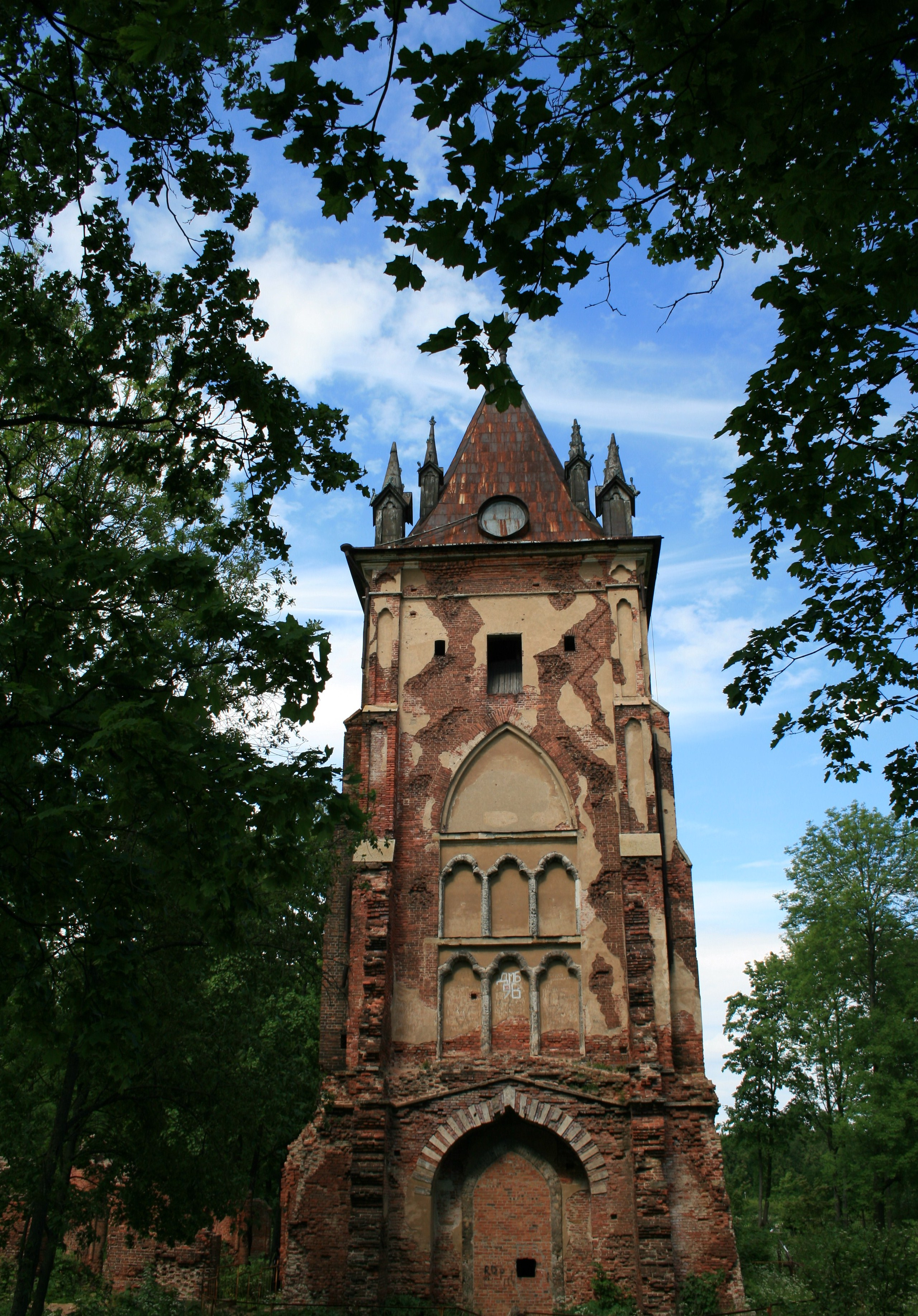
Шапель
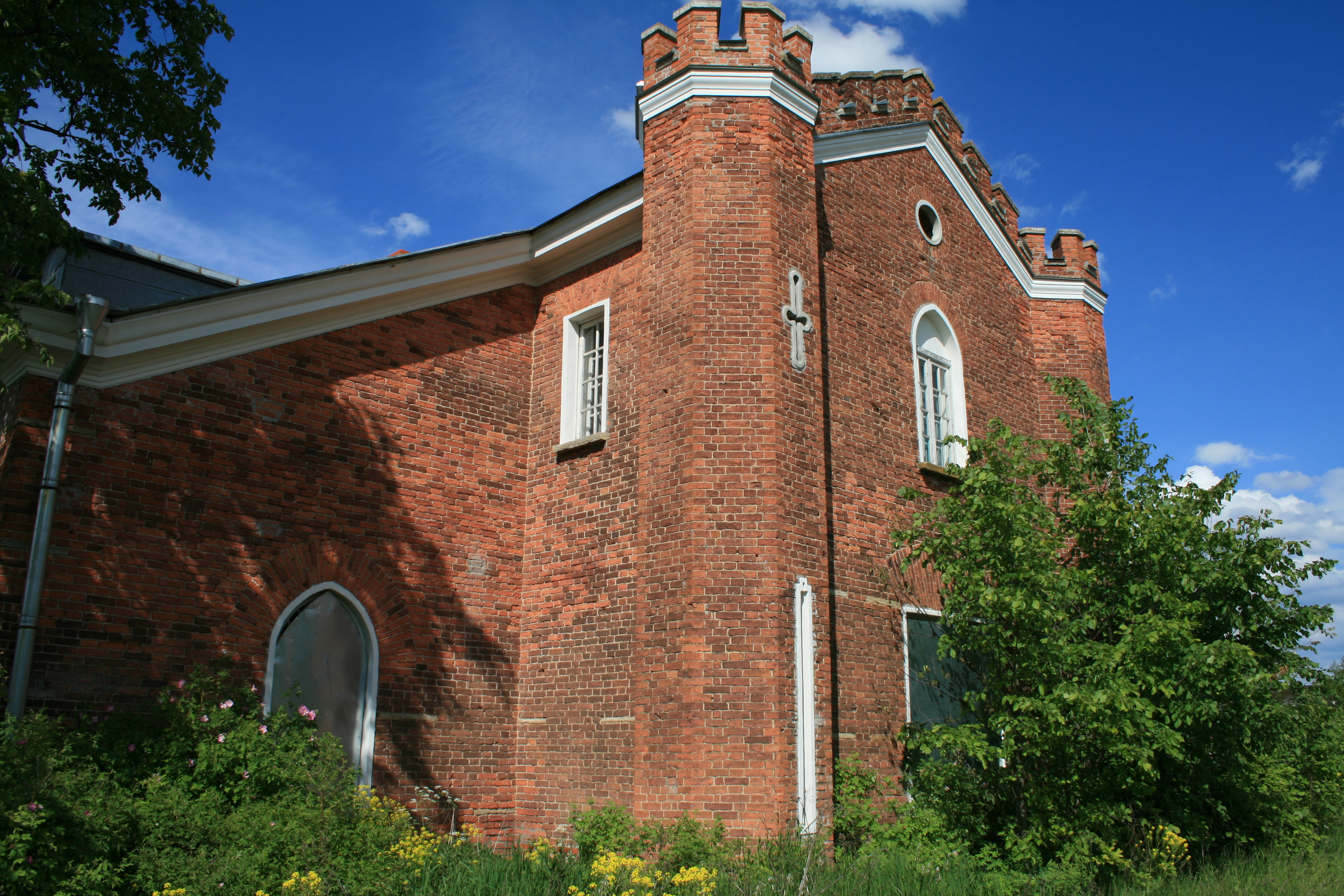
Императорская ферма. Дом смотрителя

#### Нереализованные проекты
Устройство Александровского парка в Санкт-Петербурге.

## Семья
15 февраля 1792 года Адам Менелас женился на Элизабет Кейв (Cave; ум. 1841). 
Их дети :
- Александр Адамович Менелас 1-й (ок. 1799 — 1843[12][13]) — инженер-полковник  Корпуса путей сообщения, в начале 1840-х — управляющий Вышневолоцкой системой судоходства[12][14], также руководил работами по устройству в Твери набережной и шоссе[15][16];
- Василий Адамович Менелас 2-й (ок. 1800  — ?) — инженер-подполковник Корпуса путей сообщения[15].
- Изабель Менелас[12]
- Марианна Менелас[12]